# Авіаносці типу «Лексінгтон»
Авіаносці типу «Лексінгтон» (англ. Lexington class) — серія важких ударних авіаносців США 1920-х років.

## Представники
| Назва                | Номер | Закладений           | Спущений на воду   | Вступив у стрій        | Доля                                                                                  |
| -------------------- | ----- | -------------------- | ------------------ | ---------------------- | ------------------------------------------------------------------------------------- |
| Лексінгтон Lexington | CV-2  | 8 січня 1921 року    | 3 жовтня 1925 року | 14 грудня 1927 року    | Потоплений японською авіацією 8 травня 1942 року під час битви в Кораловому морі.     |
| Саратога Saratoga    | CV-3  | 25 вересня 1920 року | 7 квітня 1925 року | 16 листопада 1927 року | Потоплений під час випробування ядерної зброї 25 липня 1946 року поблизу атолу Бікіні |

## Історія створення
Згідно з Вашингтонським морським договором США могли добудувати як авіаносці два з чотирьох закладених раніше лінійних крейсерів водотоннажністю 33 000 тонн кожний. Американці вибрали кораблі «Лексінгтон» та «Саратога». При цьому вони використовували багато ідей, випробуваних на авіаносці 1919 року, будівництво якого було припинене.
Ці кораблі були найбільшими, найшвидшими та найсильнішими авіаносцями 20-х та 30-х років XX століття. Вони зіграли значну роль у відпрацюванні концепції кораблів цього типу. Обидва кораблі брали активну участь у Другій світовій війні на її початковому етапі.

## Конструкція

### Корпус
Обидва кораблі були ідентичними. Корпуси авіаносців розділялись на 484 відсіки під броньовою палубою. Найбільшими були два машинних відділення, справа та зліва від них розміщувались 16 котельних відділень. Над броньовою палубою розміщувався одноярусний ангар для літаків розміром 129,2 х 22,55×6,4 м. В ширину ангар обмежували димоходи та вентиляційні шахти котельних відділень.
В кормі за ангаром розміщувались майстерні, під ними — сховище для розібраних резервних літаків. Повністю закритий ангар став новацією. В процесі експлуатації виявилась його доцільність, проте виявилась нова проблема — концентрація випарів леткого та вибухонебезпечного авіаційного бензину.
На політній палубі знаходились п'ятиповерхова надбудова, велика димова труба та 4 гарматні башти головного калібру. Для компенсації їх ваги більшість палубних цистерн, які в міру випорожнення повинні були заповнюватись забортною водою, розташовувались з лівого борту. Проте в процесі експлуатації виявилось, що для збереження остійності цистерни правого борту не можна заповнювати повністю, а цистерни лівого борту повністю випорожнювати. Це значно знижувало дальність плавання — одну з головних характеристик авіаносців, що діяли в океані. Тільки після ремонту в лютому-травні 1942 року «Саратога» отримав з правого борту великий буль, що дало йому можливість використовувати весь запас палива.
Зовні кораблі виглядали практично однаково. Хоча зразу після вступу у стрій «Лексінгтон» отримав вздовж палуби навісний мостик, що зв'язував пост управління польотами з кормовим постом управління вогнем. На «Саратозі» такий мостик з'явився тільки у 1930 році. Після цього довелось намалювати на трубі широку вертикальну смугу чорного кольору, щоб хоч якось розрізняти кораблі. Проте пілотам такий засіб ідентифікації допомагав тільки при польотах на невеликій висоті, тому перед кормовим зрізом на політній палубі кожного авіаносця великими білими буквами написали «LEX» та «SARA». Надалі на політних палубах всіх американських авіаносців на носі та на кормі стали малювати білою фарбою великі цифри, що відповідали бортовим номерам. Така система ідентифікації зберігається на флоті США дотепер.
Форма політної палуби багато у чому визначалась обводами корпусу, спроєктованого для лінійних крейсерів. Тому вона помітно звужувалась до форштевеня, значно зменшуючи корисну площу. Літаки подавались наверх за допомогою двох ліфтів. Кормовий розміром 9,15×11 мм вантажопідйомністю 3 тонни призначався тільки для винищувачів. Носовий — 9,15 х 18,3 м — для важких літаків до 8 тонн. Особливістю носового ліфта було те, що він мав ще відкидний люк розміром 6×8 м, що дозволяло піднімати літаки, довші, ніж платформа. В той же час наявність на великих кораблях всього двох підйомників, один з яких був до того ж дуже малим, виявилось серйозним прорахунком конструкторів і надалі зводило нанівець перевагу в кількості літаків. У 1945 році під час ремонту на «Саратозі» встановили потужніший носовий ліфт, а кормовий демонтували.
Для підйому авіаційного боєзапасу з погребів використовувались два бомбові та один торпедний ліфт.
Спочатку авіаносці мали по одній 47-метровій катапульті з правого борту. П'ятитонна машина отримувала швидкість 89 км/г. Але оскільки довжина політної палуби дозволяла злітати будь-якому з наявних тоді літаків, катапульти в 1934 році зняли. Через 10 років «Саратогу» знову обладнали двома гідравлічними катапультами, оскільки важким літакам місця для розбігу вже не вистачало.
Гальмування при посадці забезпечували 8 поперечних тросових аерофінішерів та 4 аварійних бар'єри. Для захисту від вітру та бризок літаків, які стояли на політній палубі, використовувались сітчасті щити. При проведенні злітно-посадкових операцій ці сітки відкидались в сторони та служили страховкою для тих літаків, які могли впасти за межі політної палуби.

### Силова установка
«Лексінгтон» та «Саратога» мали незвичну для свого часу турбоелектричну енергоустановку величезної потужності — 210 000 к.с. До її складу входили 16 котлів, 4 головних турбогенератори фірми «Дженерал Електрик», 4 перетворювачі постійного струму в змінний та 8 електродвигунів, що крутили 4 гребні вали з трилопасними гвинтами діаметром 4,5 м. Дим від котлів виходив по чотирьох димоходах з кожного борту, причому димоходи лівого борту перетинали корпус над броньовою палубою, з'єднуючись з іншими у величезну димову трубу довжиною 31,7 та висотою 21,4 м. На випробуваннях «Лексінгтон» розвинув швидкість 34,59 вузлів за потужності 202 973 к.с., «Саратога» — 34,65 вузлів за потужності 212 317 к.с. Запас палива дозволяв пройти 2000 миль 34-вузловим ходом або 12000 миль 14-вузловим. Проте через проблеми з цистернами реальна швидкість була меншою. В 1945 році «Саратога», який після встановлення додаткового буля брав до 9 748 тонн палива, міг пройти 4600 миль на 25 вузлах та 9500 миль на 15 вузлах.

### Бронювання
Авіаносці зберегли, хоча й у послабленому вигляді, проєктне бронювання лінійних крейсерів. Вони мали 178-мм броньовий пояс по ватерлінії довжиною 161,5 м і висотою 2,6 м, а також носовий та кормовий траверси. Пояс мав 12-градусний нахил назовні від вертикалі. Товщина броньових плит біля нижньої кромки зменшувалась до 127 мм. Головна палуба, яка прикривала погреби та механізми, проходила по верхній кромці пояса та мала загальну товщину 51 мм. Гребні електродвигуни та рульові машини прикривала 76-мм броньова платформа.
Політна палуба була зроблена з тонкої сталевої плити, покритої дерев'яною обшивкою. Американські розробники вважали, що у випадках бойових пошкоджень подібну конструкцію легше відновити, ніж броньовану палубу. Британські інженери займали протилежну позицію. Вони вважали, що броня політної палуби повинна служити додатковим захистом. Досвід війни не дав однозначної відповіді на це питання.

### Протиторпедний захист
Система протиторпедного захисту мала загальну ширину 4,78 м та складалась з чотирьох поздовжніх перегородок з кожного борту та зовнішніх булів. В районі ватерлінії були додаткові булі, що проходили над броньовим поясом та служили тільки для збільшення остійності корабля. Теоретично такий захист міг витримати вибух торпеди з зарядом тротилу у 182 кг. Із врахуванням постійного зростання маси зарядів торпед такий захист не міг вважатись надійним, що й підтвердив воєнний досвід. Авіаносці при влучанні торпед покладались в основному на розвинену систему забезпеченні живучості, вишкіл екіпажу та свої великі габарити. Для виправлення крену та диференту кораблі мали розвинену систему контрзатоплення, в яку входили всі водонепроникні відсіки під броньовою палубою.

### Артилерійське озброєння
Відповідно до тактичних поглядів, що панували у 20-х роках, авіаносці отримали артилерійське озброєння, аналогічне до важких крейсерів. 203-мм гармати Мк.14 з довжиною ствола 55 калібрів (11,2 м) розташовувались в чотирьох двогарматних баштах — по дві спереду та позаду острова. Дванадцять 127-мм гармат Мк.19 з довжиною ствола 25 калібрів розташовувались в одинарних установках в чотирьох бойових спонсонах, по два з кожного борту на носі та на кормі. Непотрібні 203-мм гармати зняли тільки у 1942 році.
Зенітне озброєння протягом служби постійно посилювалось: спочатку за рахунок встановлення у 1936 році 12,7-мм кулеметів, потім зчетверених 28-мм автоматів, і нарешті, 40-мм «бофорсів» та 20-мм «ерліконів». Універсальні баштові 127-мм установки отримав тільки «Саратога» у 1943 році. «Лексінгтон» на момент своєї загибелі мав 12 127-мм одинарних гармат, 12 28-мм та 22 20-мм автоматів, 28 12,7-мм кулеметів.
203-мм гармати обслуговував шестиметровий далекомір, встановлений на даху ходової рубки. Ще два таких далекоміри стояли в другій та третій баштах головного калібру. Встановлені пізніше 127-мм гармати мали систему управління вогнем типу Мк.37 з двома башточками, директорів, оснащених радарами типу Мк.4. Установки 28-мм, а потім 40-мм автоматів мали систему управління вогнем типу Мк.51 з директорами для кожної.
В 1942 році обидва авіаносці отримали пошукові радари СХАМ-1 і директори Мк.37 з радарами FD, а «Саратога» — ще й установку SC-1 для ближнього пошуку повітряних цілей. В 1944-45 роках СХАМ-1 замінили на радар SK, a FD — на Мк. 4/22. Крім того, були встановлені радіовисотомір SM та система розпізнавання «свій-чужий».

### Авіація
Проєктний склад авіагрупи нараховував 78 літаків, з них 32 бомбардувальника. Ще 45 машин могли зберігатись під ангаром в розібраному вигляді. Бензин зберігався у восьми цистернах загальною місткістю 436 тонн.

## Характеристика проєкту

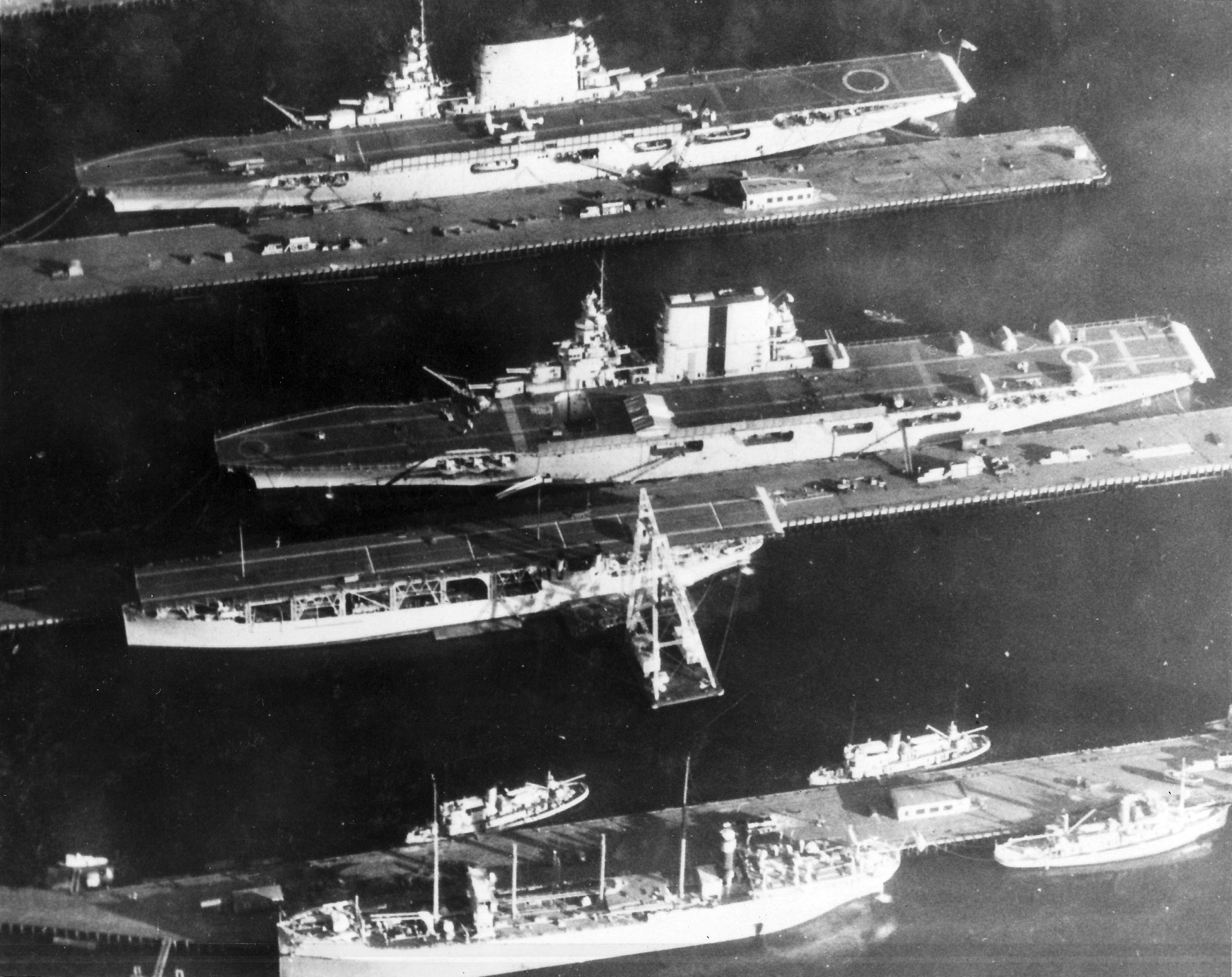
«Лексінгтон» та «Саратога» поряд з меншим «Ленглі» на верфі П'юджет-Саунд в 1929 році

На 1941 рік визначення «найсильніших у світі авіаносців» стало вже спірним, тим більше, що за цей час обидва кораблі не модернізувались. Великі розміри робили їх винятково морехідними, здатними тримати хід та забезпечувати дію літаків навіть за несприятливих погодних умов. Але з іншого боку, вони були прекрасними мішенями для противника. Зовсім зайвим вантажем виявився броньовий захист по ватерлінії та башти 203-мм гармат, стрільба з яких на лівий борт була пов'язана з ризиком пошкодження політної палуби. При наявності на палубі літаків використовувати головний калібр було взагалі неможливо.
Що стосується авіагрупи, то збільшення ваги та габаритів машин, які надходили на озброєння палубної авіації у 1939-41 роках, скоротило її чисельність. А в ході бойових дій найбільше значення стали мати не місткість ангарів та погребів, а практичні проблеми, пов'язані із зберіганням та обслуговуванням літаків. Довелось відмовитись від резервних машин, які зберігались (як це практикувалось до війни) в розібраному стані.